# اسون هامرین
اسون هامرین (انگلیسی: Sven Hamrin; ۳۰ مارس ۱۹۴۱ – ۲۵ ژانویهٔ ۲۰۱۸) دوچرخه‌سوار اهل سوئد بود.
وی در مسابقات کشوری و بین‌المللی در مجموع برندهٔ ۱ مدال برنز شده‌است.